# Le notti difficili (album)
Le notti difficili è un album dei laZona pubblicato nel 2003.

## Tracce
1. Solitudini – 10:46
2. Il Babau – 10:26
3. Il Sogno Della Scala – 15:16
4. Equivalenza – 8:24